# Miquel Ferrer i Ramonatxo
Miquel Ferrer i Ramonatxo (Puigcerdà, Baixa Cerdanya, 1861 — Puigcerdà, Baixa Cerdanya, 1912) fou un compositor i organista català.
Els primers documents el situen com a organista i mestre de capella a la Puríssima Concepció de Sabadell, on assolí un gran renom i conreà amb intensitat la música religiosa. El 1892 feu oposicions al magisteri de la Catedral de Barcelona, on succeí a Josep Marraco i Ferrer i hi romangué quasi fins al seu traspàs. Compongué repertori de música eclesiàstica, allunyat ja de l'estil italianitzant, i escriví alguns treballs teòrics. És autor de la sarsuela en tres actes, La flor de la inmortalidad.